# Abbi cura di te (singolo Maldestro)
Abbi cura di te è un singolo del cantautore italiano Maldestro, pubblicato nel 2017 ed estratto dall'album I muri di Berlino.
La canzone fa anche parte della colonna sonora del film Beata ignoranza.

## Tracce
- Download digitale[3]

1. Abbi cura di te – 3:42